# Costa (artista argentina)
Costa (Córdoba, 19 de marzo de 1981) es una actriz, panelista y humorista argentina. Desde 2017 forma parte del programa radial El Club del Moro que se emite en La 100.

## Biografía
Nació en la ciudad argentina de Córdoba. A los 13 años comenzó a estudiar actuación en la escuela donde cursaba sus estudios secundarios. Costa descubrió su vocación artística cuando con 18 años llegó a Buenos Aires desde su Córdoba natal. Empezó a trabajar siendo asistente de espectáculos de transformistas, luego como asistente en teatros y finalmente como actor. Imitó a Graciela Alfano en un pub gay cordobés. En Mar del Plata empezó a hacer shows tipo stand-up con que se hizo popularmente conocido.
Tras varias presentaciones en el teatro under llegó incluso a trabajar con el famoso grupo Caviar, fundado por Jean François Casanovas.
En radio integró uno de los programas más exitosos de la emisora que fue Mañanas Campestres con Santiago Del Moro, Diego Brancatelli, María Fernanda Carbonell, Ignacio Bulian y la comediante Lizy Tagliani. Luego formó parte del programa El Club del Moro, un ciclo radial que lidera Santiago Del Moro por la FM 100, junto con Tagliani, Marcela Tauro, Maju Lozano, Bebe Sanzo, Nacho Bulian y Emiliano Raggi.
En televisión participó como panelista en varios programas de chimentos y entretenimiento como ShowMatch, conducido por Marcelo Tinelli, o Cuestión de Peso, conducido por Fabián Doman. 
En teatro trabajó en obras como El Gran Burlesque donde secundó a artistas como María Martha Serra Lima, Juan Carlos Calabró, Hernán Piquín, Iliana Calabró y Anita Martínez, Stravaganza Tango con Flavio Mendoza y Yo No Hablo Así,entre otras.
Su tía Cristina es la madre de la media hermana del actor Ricardo Darín, ya que mantuvo una relación con su padre el también actor Ricardo Darín.

## Filmografía

### Televisión
| Año           | Título                  | Rol       | Notas | Canal      |
| ------------- | ----------------------- | --------- | ----- | ---------- |
| 2017          | Cuestión de peso        | Panelista |       | El Trece   |
| 2018          | Intratables             | Panelista |       | América TV |
| 2018-presente | Cortá por Lozano        | Panelista |       | Telefe     |
| 2022-presente | Gran Hermano: el debate | Panelista |       | Telefe     |

### Teatro[5]
- 2023: Costa presidenta
- 2021: De Costa a Costa. Junto con el artista invitado Diego Moyano.
- 2020: Mañana (El show)
- 2019: A toda Costa
- 2018: La contadora Costa (antes que desaparezca).
- 2018: Desorbita2 (Artista invitada).
- 2016-18: Yo no hablo así, estrenado en el Teatro Maipo.
- 2015-16: Stravaganza Tango.
- 2011: El gran burlesque... mucho más que una revista, estrenada en el Teatro Corrientes.
- 2009: Caviar Polaroid.
- 2009: Eclipse total de humor.

### Radio
- 2014-16: Mañanas Campestres.
- 2017- actualidad: El Club del Moro.